# Polski Tygodnik Lekarski
„Polski Tygodnik Lekarski”, obecnie „Polski Merkuriusz Lekarski” – wydawane od 1946 roku czasopismo medyczne, organ Polskiego Towarzystwa Lekarskiego. W piśmie zamieszczane są oryginalne artykuły, a także prace poglądowe i kazuistyczne z poszczególnych dziedzin medycyny. Pierwszym redaktorem „Polskiego Tygodnika Lekarskiego” był profesor Ludwik Paszkiewicz.
„Polski Tygodnik Lekarski” wydawany był przez Państwowy Zakład Wydawnictw Lekarskich od 1946 do 1958 roku (ISSN 0032-3756). Następnie połączony z pismem „Wiadomości Lekarskie” i w latach 1958–9 wydawany również przez PZWL pod nazwą „Polski Tygodnik Lekarski i Wiadomości Lekarskie” (ISSN 0860-8849). W tym czasie był już organem Polskiego Towarzystwa Lekarskiego. Od 1960 ponownie pod nazwą „Polski Tygodnik Lekarski”. Od 1996 roku istnieje jako „Polski Merkuriusz Lekarski” (ISSN 1426-9686). Do grudnia 2022 r. wydawany był przez wydawnictwo Medpress a redaktorem naczelnym pisma był profesor Tadeusz Płusa.
Od stycznia 2023 r. "Polski Merkuriusz Lekarski" jest dwumiesięcznikiem, wydawanym przez Wydawnictwo ALUNA. Aktualna strona czasopisma to polskimerkuriuszlekarski.pl.